# 후반 작업

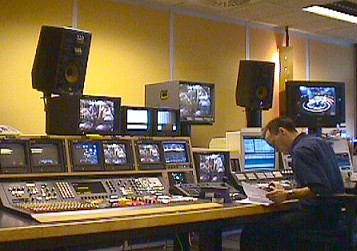
영상 편집 공간

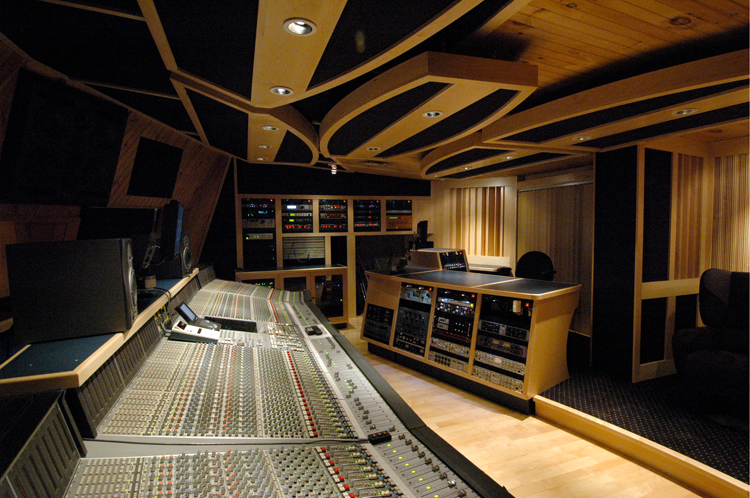
사운드 컨트롤 룸

후반 작업(後半 作業) 또는 포스트 프로덕션(post production)은 녹음 및 녹화, 사진 촬영, 영화, 비디오, 텔레비전 프로그램, 디지털 아트의 제작 과정 중 하나를 가리키는 말로서 실제 촬영이 모두 끝난 뒤에 이루어지는 생산 작업을 통틀어 말하는 일반 용어이다.

## 세부 작업
사실 후반 작업은 여러 종류의 프로세스를 하나로 묶어놓은 이름이다. 이를테면 다음과 같다:
- 영화 편집 및 영상 편집
- 사운드트랙 편집 (효과음 포함)
- 사운드트랙 음악 기록 및 녹음
- 시각적인 특수 효과 추가 - 주로 컴퓨터 생성 이미지(CGI), 그리고 (디지털 시네마 기술에서는 현재 쓰이지 않는) 릴리즈 프린트의 디지털 복사본
- 텔레시네나 색 조절과 더불어 영화를 비디오, 데이터로 전송
- 기타 해외 판권 독점 계약을 위한 라이센스 체결

## 같이 보기
- 프리프로덕션
- 비선형 편집 시스템
- 2-pop
- ILM
- 웨타 FX
- 디지털 도메인